# نيكولاس باركر
نيكولاس باركر (بالإنجليزية: Nicholas Barker)‏ هو طبال بريطاني، ولد في 25 أبريل 1973 في نورتش في المملكة المتحدة.

## وصلات خارجية
- نيكولاس باركر على موقع ميوزك برينز (الإنجليزية)
- نيكولاس باركر على موقع أول ميوزيك (الإنجليزية)
- نيكولاس باركر على موقع ديسكوغز (الإنجليزية)